# Српско национално вијеће (Хрватска)
Српско национално вијеће (СНВ) је било политичко тело Срба у Хрватској, које је основано 25. јула 1990. године на великом народном сабору у Србу, а конституисано је 31. јула на заседању у Книну. У састав СНВ улазили су: српски заступници у Сабору Републике Хрватске, председници српских општина у Хрватској и председници српских политичких странака у Хрватској. За председника СНВ изабран је Милан Бабић, тадашњи председник Скупштине Општине Книн и потпредседник Српске демократске странке. Током 1990. и 1991. године, СНВ је имало истакнуту улогу у политичком животу српског народа у тадашњој југословенској федералној јединици Хрватској. Залагало се за равноправност, конститутивности и аутономију Срба у Хрватској у случају останка Хрватске у саставу Југославије, односно за остваривање права на самоопредељење и останак тамошњих српских области у саставу Југославије у случају сецесије Хрватске.

## Делатност СНВ
Потреба за стварањем ширег политичког тела које би окупило представнике српског народа у Хрватској јавила се као одговор на све израженију сецесионистичку политику нових хрватских власти у односу на Југославију, што је дошло до пуног изражаја након победе Хрватске демократске заједнице на првим вишестраначким изборима у Хрватској, одржаним у пролеће 1990. године. Када је режим Фрање Туђмана најавио спровођење уставне реформе која је садржала елементе сецесионистичке политике у односу на Југославију, представници српског народа су покренули иницијативу за шире политичко организовање Срба у Хрватској, а ту ницијативу су предводили челници Српске демократске странке у Хрватској, чији је председник био Јован Рашковић. Стога је сазван велики народни сабору у Србу који је заказан за 25. јул, а тај датум је изабран због тога што су хрватске власти одлучиле да управо тога дана буде извршено проглашење спорних амандмана на Устав Републике Хрватске, што је и учињено на заседању Сабора Републике Хрватске у Загребу, али без присуства већине српских заступника који су тога дана учествовали у раду великог народног сабора у Србу.
На сабору у Србу били су окупљени бројни представници српског политичког, привредног, културног и црквеног живота са подручја тадашње југословенске федералне јединице Хрватске, који су том приликом усвојили Декларацију о суверености и аутономији српског народа у којој су формулисани ставови о суверенитету, аутономији и конститутивности Срба у Хрватској и очувању Југославије као заједничке државе. Ради остваривања прокламованих циљева, формирана су и два посебна политичка тела: Српски сабор (представничко тело) и Српско национално вијеће (извршно тело).
Непосредно по одржавању сабора у Србу, новоизабрано Српско национално вијеће је 31. јула одржало своју конститутивну седницу у Книну, на којој је донета одлука о организовању референдума о аутономији Срба у Хрватској, који је спроведен у периоду од 19. августа до 2. септембра. Пошто је резултат референдума био потврдан, СНВ је 30. септембра 1990. године донело одлуку да се приступи остварењу пуне политичке и територијалне аутономије српског народа у Хрватској, након чега су отпочеле припреме за прерастање тадашње Заједнице општина Сјеверне Далмације и Лике (ЗОСДЛ) у српску аутономну област. То је реализовано 21. децембра 1990. године, када је ЗОСДЛ трансформисана у Српску Аутономну Област Крајину.
Заједничком одлуком Српског националног вијећа и Извршног вијећа САО Крајине од 28. фебруара 1991. године, усвојена је Резолуција о раздруживању Републике Хрватске и САО Крајине, чиме је САО Крајина иступила из састава Хрватске, остајући у саставу Југославије као посебан политички ентитет.
Недуго потом, Извршно вијеће САО Крајине је 1. априла (1991) без сазивања крајинске Скупштине и без ширих политичких консултација са Српским националним вијећем и званичним Београдом донело одлуку којом се проглашава уједињење САО Крајине са Републиком Србијом, чиме је отворена криза у односима између Книна и Београда, а такође су до изражаја дошла и разна неслагања унутар СНВ. Након прерастања Извршног вијећа у Владу САО Крајине, на челу са Миланом Бабићем као председникаом Владе (29. мај 1991. године) значај СНВ је почео да опада, на шта су се надовезале и дубље политичке поделе између Бабића и Рашковића, услед чега је рад СНВ временом замро.

## Састав СНВ (1990-1991)
| Српско национално вијеће (1990-1991) | Српско национално вијеће (1990-1991) | Српско национално вијеће (1990-1991) | Српско национално вијеће (1990-1991) |
| име и презиме                        | дужност                              | представља                           | слика                                |
| ------------------------------------ | ------------------------------------ | ------------------------------------ | ------------------------------------ |
| др Милан Бабић                       | председник                           | председник СО Книн                   | Милан Бабић                          |
| Давид Растовић                       | потпредседник                        | председник СО Доњи Лапац             |                                      |
| др Јован Рашковић                    | члан                                 | председник СДС                       | др Јован Рашковић                    |
| мр Миле Дакић                        | члан                                 | председник ЈСДС                      |                                      |
| Јован Опачић                         | члан                                 | саборски заступник из Книна          | Јован Опачић                         |
| др Душан Зеленбаба                   | члан                                 | саборски заступник из Книна          | др Душан Зеленбаба                   |
| Радослав Тањга                       | члан                                 | саборски заступник из Книна          |                                      |
| Ратко Личина                         | члан                                 | саборски заступник из Грачаца        |                                      |
| Душан Ергарац                        | члан                                 | саборски заступник из Доњег Лапца    |                                      |
| Војислав Лукић                       | члан                                 | председник СО Грачац                 |                                      |
| Сергеј Веселиновић                   | члан                                 | председник СО Обровац                |                                      |
| Здравко Зечевић                      | члан                                 | председник СО Бенковац               |                                      |
| Велибор Матијашевић                  | члан                                 | председник СО Глина                  |                                      |
| парох Вељко Босанац                  | члан                                 | представник СПЦ                      |                                      |
| Душан Вјештица                       | секретар                             |                                      |                                      |